# ЗАЗ-970
ЗАЗ-970/971 — прототипи комерційних автомобілів, розроблені на ЗАЗі у 1960-х рр. Включали в себе задньопривідні (ЗАЗ-970) та повнопривідні (ЗАЗ-971) задньомоторні фургони, пікапи та мікроавтобуси. Серійно не виготовлялись.

## Історія
У в 1961 р. на «Комунарі» під керівництвом Ю. Н. Сорочкіна на базі перспективного тоді ЗАЗ-966 була спроектована дослідна вантажівка ЗАЗ-970. Задньомоторний автомобіль вантажністю 350 кг отримав прізвисько «Точило», й був, по суті, пошуковою компонувальною роботою. Він та наступні автомобілі були створені в ініціативному порядку.
В 1962 р., з врахуванням накопиченого на «Точилі» досвіду, завод представив ціле сімейство «Целина» — фургон ЗАЗ-970Б, пікап ЗАЗ-970Г, вантажопасажирський ЗАЗ-970В (хоча згідно заводського альбому 970Б — вантажопасажирський, 970В — пікап, 970Г — фургон). Їх зовнішній вигляд розроблявся у заводському бюро архітектурного оформлення автомобіля під керівництвом Ю. В. Данілова, а ведучим конструктором був Л. П. Мурашов (ще працюючи на ЗМА, він брав участь в створенні «Москвича-444»). Переріз та товщину лонжеронів несучого кузова підбирали дослідним шляхом. Для його панелей вперше у радянському автопромі застосували сталь товщиною 0,7 мм, спеціально виготовлену на «Запоріжсталі». Зразки будували дуже швидко. За спрощеними кресленнями в масштабі 1:1 виконували фанерні шаблони, потім дерев'яні болванки й по них «вистукували» панелі кузова.
V-подібний двигун МеМЗ-966 (від ЗАЗ-965А) з 4-ступеневою коробкою передач розташовувався ззаду й виступав «горбом» в кузов, чим створював певні незручності. Незалежна підвіска усіх коліс була аналогічна ЗАЗ-966 (спереду: торсійна з поздовжніми важелями й додатковими пружинами, ззаду пружинна з поздовжніми важелями) хоча підсилена. Шини безкамерні: 5,20 — 13. Типорозмір бездискових сталевих коліс: 4Jx13H2 PCD 4х256 ET4. У трансмісії були знижувальні колісні редуктори. Максимальна швидкість автомобілів становила всього 70 км/год, витрата палива 7,5 л/100 км.
| МеМЗ–966 (1962–1966)           | МеМЗ–966 (1962–1966)                    |
| ------------------------------ | --------------------------------------- |
|                                |                                         |
| Виробник:                      | Мелітопольський моторний завод          |
| Марка:                         | МеМЗ–966 (1962–1966)                    |
| Тип:                           | бензиновий 4-тактний V4                 |
| Робочий об'єм:                 | 887 см3                                 |
| Максимальна потужність:        | 20 кВт (27 к.с.), при 4000–4200 об/хв   |
| Максимальний обертовий момент: | 52 (5,3 кГс·м) Н·м, при 2800–3000 об/хв |
| Хід поршня:                    | 54 мм                                   |
| Діаметр циліндра:              | 72 мм                                   |
| Ступінь стиску:                | 6,5:1                                   |
| Система живлення:              | карбюратор К–132А                       |
| Охолодження:                   | повітряне                               |
| Газорозподільний механізм:     | OHV                                     |
| Порядок роботи циліндрів:      | 1—2—4—3                                 |
| Рекомендоване паливо:          | бензин А–72, А–76                       |

Фургон ЗАЗ-970Б. Передня частина схожа на ЗАЗ-968М, що з'явиться у 1979 р.

Вантажопасажирський ЗАЗ-971В. Видно ліхтарі від ЗАЗ-965

Фургони ЗАЗ-970Б вантажністю 350 кг мали перегородку між салоном і вантажним відсіком (з корисним об'ємом 2,5 м³). У одного варіанту доступ до вантажу здійснювався через двостулкові праві двері й додаткові задні (над моторним відсіком), у іншого — одностулкові двері з правої та лівої сторони кузова.
У вантажопасажирському ЗАЗ-970В при складених двох задніх сидіннях можна було перевозити 175 кг вантажу, а при складених двох рядах — 350 кг. Як і у фургона, двигун «з'їдав» простір у салоні, від чого два сидіння третього ряду розміщувались на помітній одне від одного відстані — між ними розташовувався люк для доступу до двигуна. На відміну від фургона, у салоні «мікроавтобуса» був вентиляційний люк на даху, і тільки одні двері для пасажирів.
Пікап ЗАЗ-970Г вантажністю 400 кг мав відкриту платформу (1240×1400 мм, або враховуючи місце над двигуном — 1820×1400 мм), з лівої сторони у якої були двостулкові двері шириною 940 мм. Навантажувальна висота платформи, як і у фургона — 500 мм. На ніші, під котрою розташовувався двигун був наявний люк для його обслуговування.
У цьому ж 1962 р. з'явилися два повнопривідні прототипи ЗАЗ-971Д («короткобазий» військовий й «довгобазий» цивільний), що мали примітивний кузов з тентований верхом (на зразок ЛуАЗ). Обертовий момент до передніх коліс передавався привідним валом, що знаходився у трубі й шліцевою муфтою з'єднувався з головною передачею передньої осі.
Завдяки відпрацьованим на 971Д конструктивним рішенням були створені повнопривідні модифікації 970-ого сімейства. Вони відрізнялись надзвичайною прохідністю, однак витрата палива сягала 15 л/100 км (при 887 см³ двигуні).
|                   | ЗАЗ-970Б        | ЗАЗ-970Г        | ЗАЗ-970В                   | ЗАЗ-971Д        |
| ----------------- | --------------- | --------------- | -------------------------- | --------------- |
| тип кузова        | фургон          | пікап           | вантажопасажирський        | фаетон          |
| колісна база, мм  | 2100 (2023*)    | 2100 (2023*)    | 2100 (2023*)               | 2100 (2023*)    |
| колія передня, мм | 1200 (1222*)    | 1200 (1222*)    | 1200 (1222*)               | 1200 (1222*)    |
| колія задня, мм   | 1200 (1234*)    | 1200 (1234*)    | 1200 (1234*)               | 1200 (1234*)    |
| довжина, мм       | 3400 (3310*)    | 3400 (3310*)    | 3400 (3310*)               | 3400 (3310*)    |
| ширина, мм        | 1420            | 1420            | 1420                       | 1500            |
| висота, мм        | 1650 (1720*)    | 1650 (1720*)    | 1650 (1720*)               | 1600            |
| кліренс, мм       | 240             | 240             | 240                        | 240             |
| власна маса, кг   | 750             | 700             | 700                        | 750             |
| вантажність       | 350 кг + 2 люд. | 400 кг + 2 люд. | 350 кг + 2 люд. або 7 люд. | 400 кг + 4 люд. |

Пікап ЗАЗ-970Г

Утилітарний ЗАЗ-971Д (з «короткою» колісною базою)

Цивільний ЗАЗ-971Д з «довгою» колісною базою

В дужках дані з заводського альбому.
Прототипи активно випробовувались, зокрема в околицях Запоріжжя й районі Кам'янки-Дніпровської. На випробовування запрошувались представники торгових організацій.
В районі о. Хортиця та у Криму відбувались порівняльні випробовування ЗАЗ-970 з Renault Estafette, де перші проявили кращу прохідність (через кращий розподіл мас, більшу питому потужність).
Згідно звіту випробовувань: «У першому кварталі 1962 р. виготовлено шість дослідних зразків ЗАЗ-970/971. Заводські випробовування показали, що автомобілі можуть використовуватись у різних галузях народного господарства СРСР, однак довговічність й надійність виявились недостатніми». Списки дефектів за 20 тис. км, що складались з 8 аркушів, містили: заклинення коробки передач, руйнування кріплення двигуна (двічі), поломка маятникового важеля кермового керування (тричі), важелів підвіски (чотири рази), тріщини на кузові і т. д. Однак поломки оперативно усувались, вносились зміни в технологію та креслення й повторний пробіг у 5000 км довів, що автомобілі можна допускати до держвипробовувань.
Тож у 1963 р. відбулись держвипробовування, на котрих головою комісії був Б. М. Фіттерман. Завод підготував чотири зразка — два фургони й два вантажопасажирських (як з заднім так і повним приводом). Спочатку автомобілі випробували по маршруту Запоріжжя—Джанкой, потім на кам'яних дорогах під Запоріжжям. Після цього повнопривідні автомобілі відправили в Солнечногорськ (де вони возили бідони з молоком, насіння в мішках, сільських електриків тощо), в Орехово-Зуєвський трест їдальнь. Задньопривідні працювали у Москві в управлінні громадського харчування, заготівельних фабриках, продовольчих базах, після відправлені у Київ.
Серед виявлених недоліків — незадовільна вентиляція, термоізоляція кузова та моторного відсіку, недостатня міцність підлоги. Зустрічались навіть випадки відмови гальм.
Передбачалось, що при річній програмі у 30 тис. шт фургон коштував би 1500 руб., ЗАЗ-971 при програмі у 20 тис. шт — 1600 руб.
Не зважаючи на публікації у пресі жоден з автомобілів не виготовлявся серійно. Серед причин — недостатні потужності заводу. Крім того у 1962 р. «Комунар» отримав військове замовлення на доопрацювання створеного в НАМІ транспортера переднього краю (ТПК).

## Цікаві факти
- Напрацювання по кузову 970-го сімейства в подальшому використали для лонжеронів «Ниви» ВАЗ-2121.[8]
- Після 2010, в США набули популярності японські мінівантажівки[9], які класифікують як "kei truck"[en] (яп. 軽トラック, латиніз.: keitora, досл. «легка вантажівка»). Через високий коефіцієнт питомого споживання палива і викидів вуглецю[10], що призвело до введення законодавчих обмежень на використання подібних авто у густонаселених урбанізованих регіонах у деяких штатх[11][12].
- 14 грудня 2021, українське видання «Твоя Машина» опублікувало фоторепортаж з села Стольне Чернигівської областиі, де місцевий мешканець побудував мінівантажівку на базі ЗАЗ-968 власноруч[13][14]. На виготовлення автомобіля власник витратив 10 років.Українець узяв звичайний ЗАЗ та обрізав кузов навпіл, а потім подовжив передній міст. Задній міст узяли від ІЖ-2715. Автомобіль оснащений 1,3-літровим мотором та КПП від “Жигулів”, при цьому агрегат розміщений під капотом у задній частині. Також машина отримала потужну задню платформу з високими дерев’яними бортами.— Твоя Машина, 14 грудня 2021, https://mashyna.com.ua/uk/auto/news/133043

## Галерея

ЗАЗ-970 (1961)
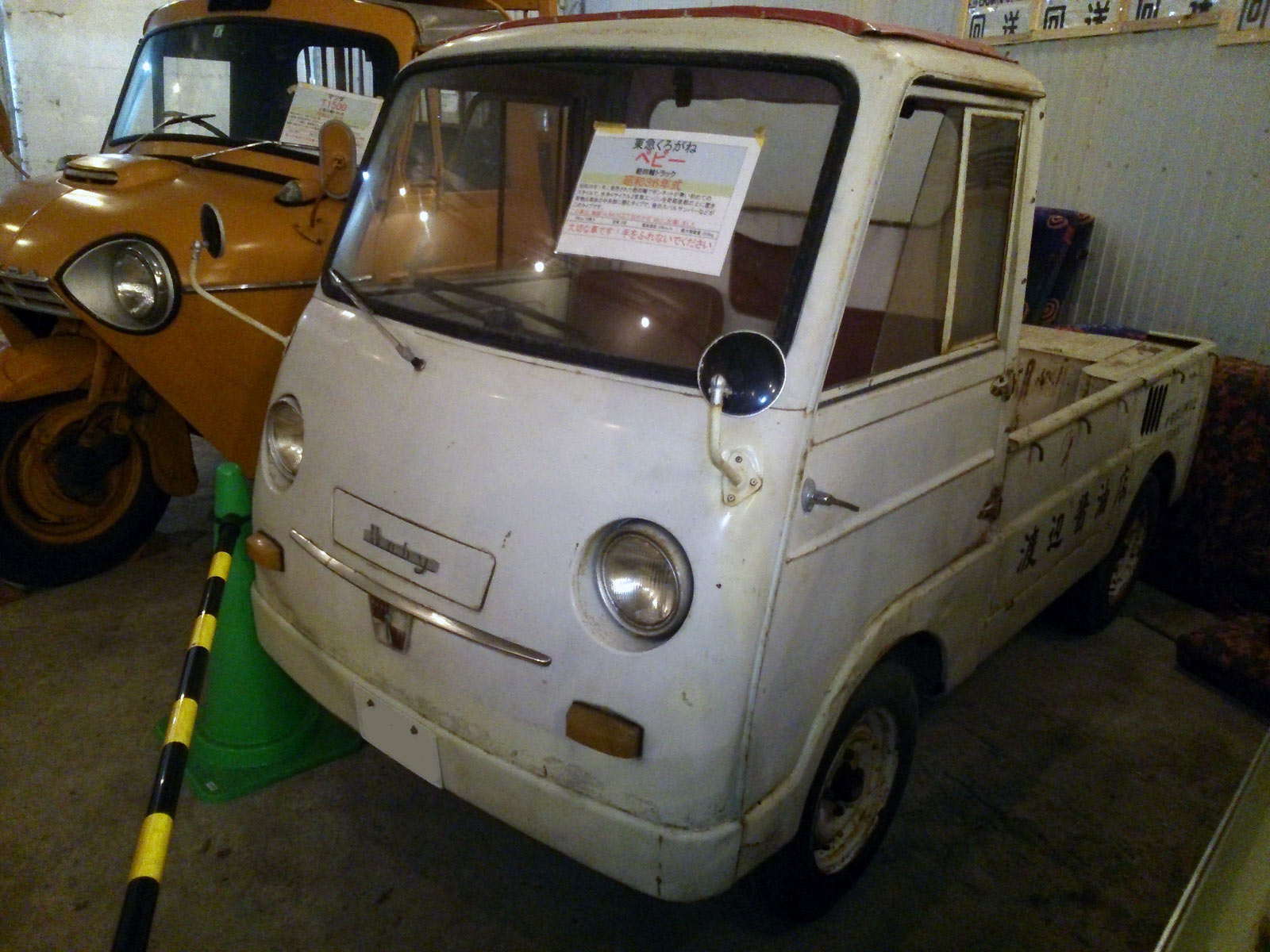
Kurogane Baby (1961)
ЗАЗ-970Г (1992)
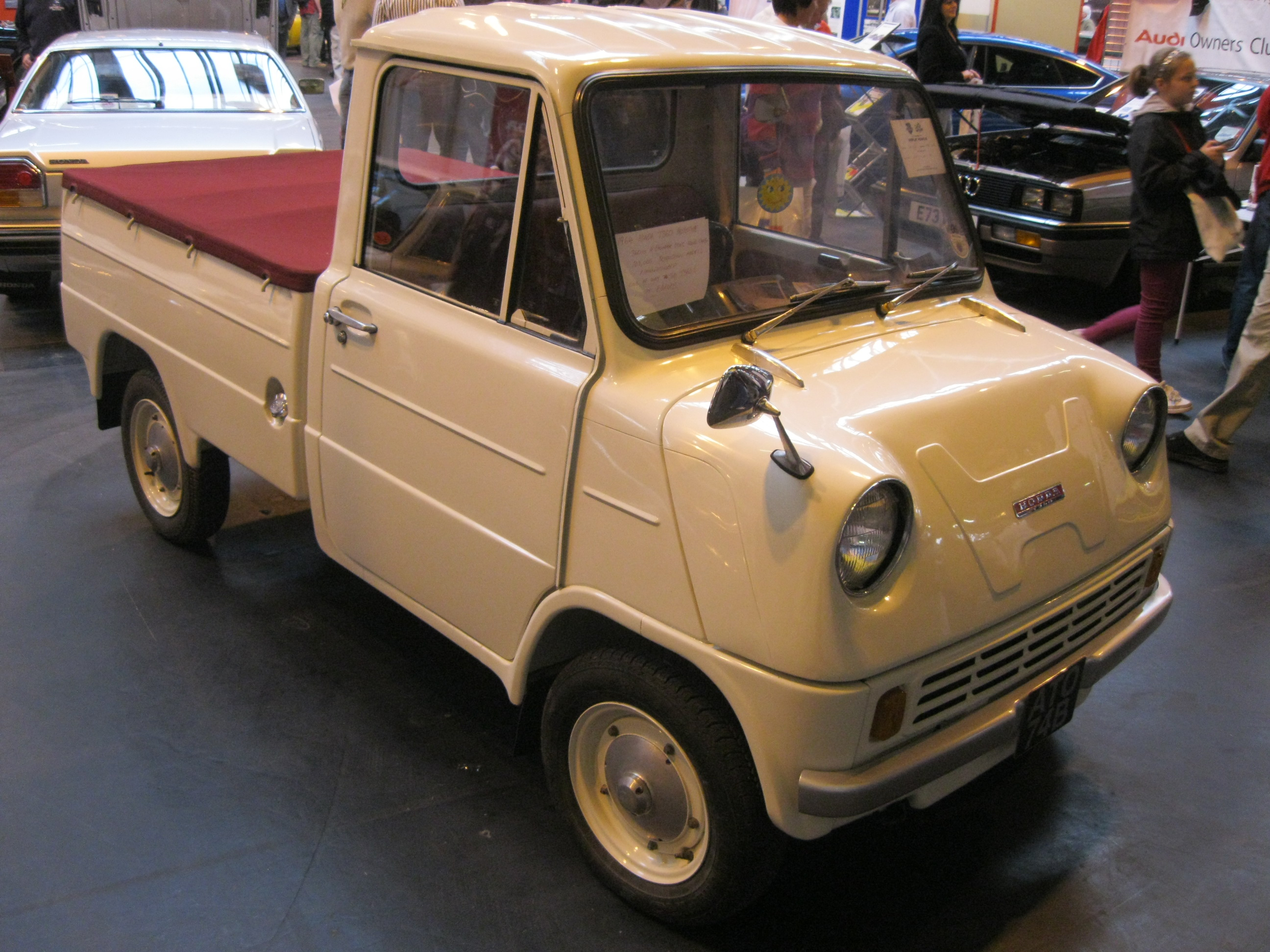
Honda T360 (1963)
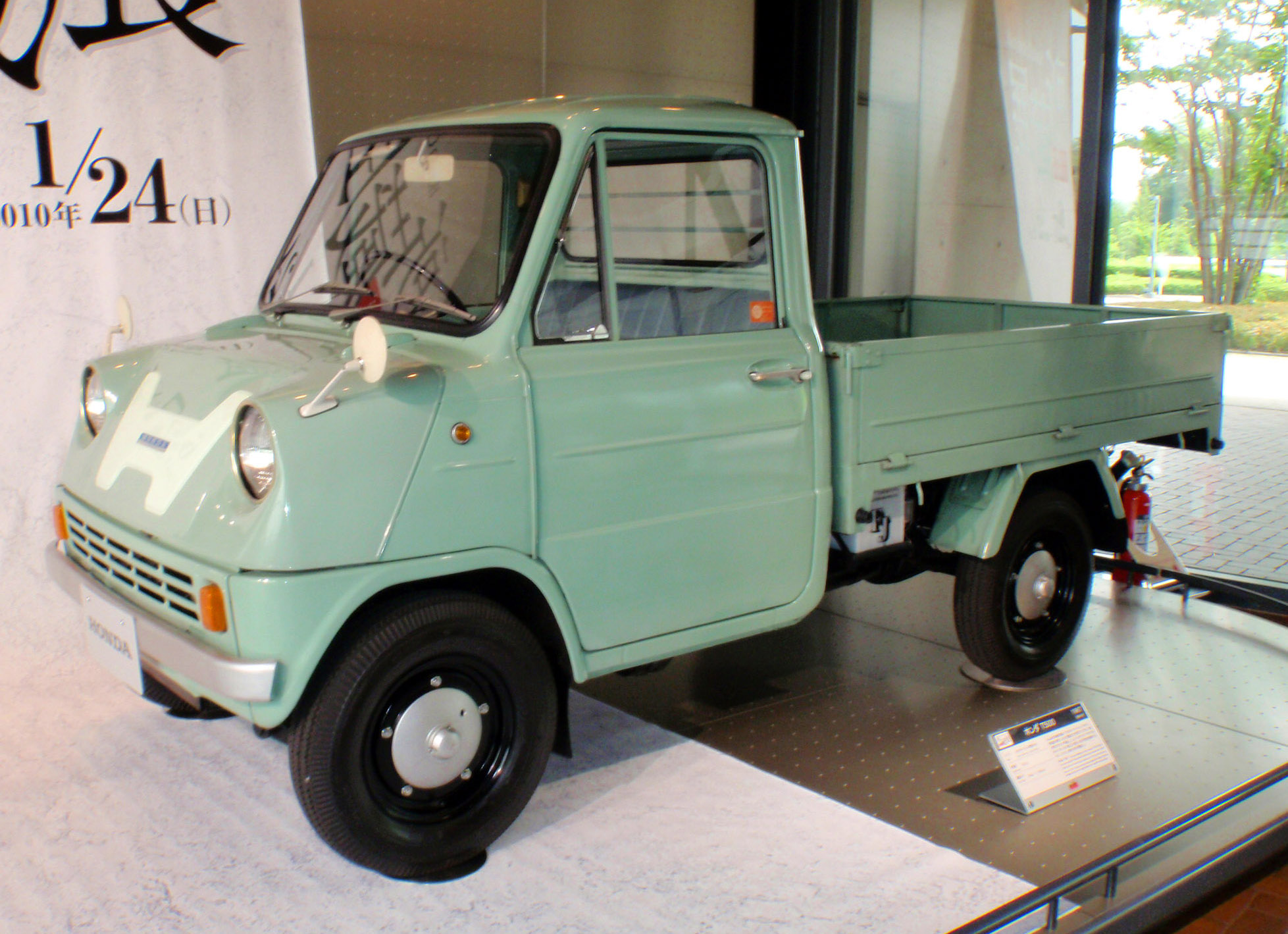
Honda T500F (1963)
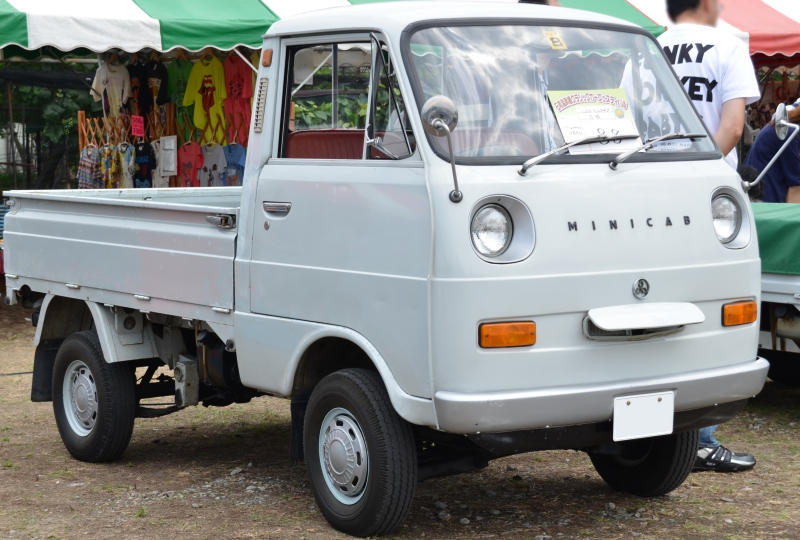
Mitsubishi Minicab (1966)
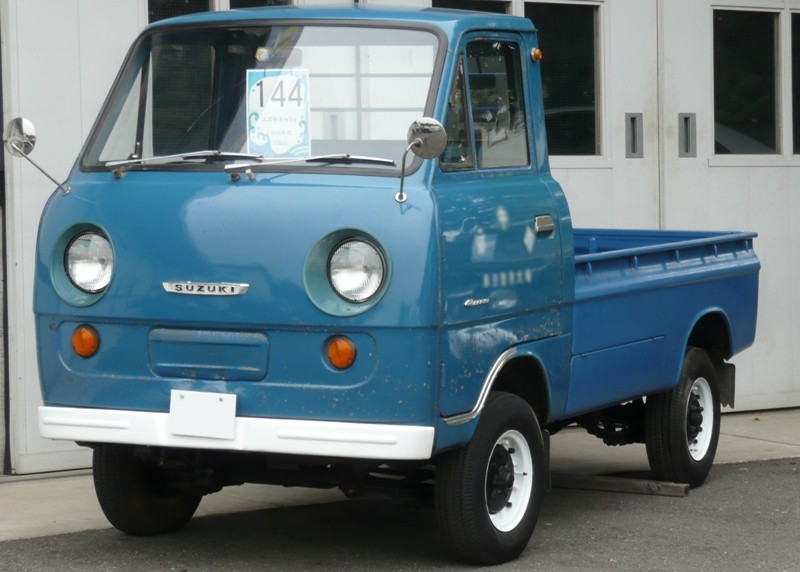
Suzuki Carry L30 (1966–1969)

## Дивіться також
- Kei truck[en]